# Hlboký potok (přítok Mútniku)
Hlboký potok je potok na horní Oravě, na území okresu Námestovo. Jde o pravostranný přítok Mútniku a měří 4,5 km a je tokem VI. řádu.

## Pramen
Pramení na okraji Oravské Magury, v podcelku Pilsko, na jihozápadním svahu Hole (1 018,9 m n. m.) v nadmořské výšce cca 895 m n. m..

## Popis toku
Teče převážně severojižním směrem, z pramenné oblasti hned vstupuje do Podbeskydské brázdy, kde nejprve přibírá přítok z jižního úpatí Hole zprava. Následně přibírá dva krátké levostranné přítoky z lokality Solková a z téže strany dále přítok ze severního svahu Galvanového vrchu (839,8 m n. m.). Na dolním toku výrazněji meandruje, stáčí se na jihovýchod a mezi obcemi Mútne a Oravské Veselé ústí v nadmořské výšce přibližně 730 m n. m. do Mútniku.